# Семёнов, Дмитрий Константинович
Дми́трий Константи́нович Семёнов (укр. Дмитро Костянтинович Семенов; род. 4 ноября 1999, Днепропетровск) — украинский футболист, защитник клуба «Левый берег».

## Биография
Родился в Днепропетровске, воспитанник молодежной академии местного «Днепра», цвет которого защищал в юношеских чемпионатах Украины (ДЮФЛУ). В сезоне 2016/17 годов выступал за юношескую (U-19) и молодежную (U-21) команду клуба, за которые в общей сложности отыграл 23 матча. В следующем сезоне был переведен в первую команду «днепрян», за которую дебютировал 9 июля 2017 года в проигранном (1:2) выездном поединке первого предварительного раунда кубка Украины против СКК «Демня». Дмитрий вышел на поле в стартовом составе и отыграл весь матч. Во Второй лиге дебютировал за днепровскую команду 15 июля 2017 года в проигранном (1:2) выездном поединке 1-го тура против одесской «Реал Фармы». Семенов вышел на поле в стартовом составе и отыграл весь матч, а на 66-й минуте получил желтую карточку. Дебютным голом в составе «Днепра» отличился 30 августа 2017 года на 50-й минуте победного (2:0) выездном поединке 9-го тура Второй лиги против николаевского «Судостроителя». Ввышел на поле в стартовом составе и отыграл весь матч. В составе «днепрян» во Второй лиге сыграл 29 матчей и отличился 3-ю голами, еще 1 поединок провел в кубке Украины.
В конце июня 2018 отправился в Турцию на тренировочный сбор «Александрии», на котором александрийцы просматривали молодого защитника. По результатам сбора с Семёновым был подписан контракт. После перехода был переведен в команду U-21, за которую дебютировал 21 июля 2018 в победном (4:1) выездном поединке 1-го тура молодежного чемпионата Украины против львовских «Карпат». Дмитрий вышел на поле на 46-й минуте, заменив Владислава Бабогло.